# 爱德华·詹姆斯·索尔兹伯里
爱德华·詹姆斯·索尔兹伯里爵士（英語：Sir Edward James Salisbury，1886年4月16日—1978年11月10日）是一位英国植物学家，1905年毕业于伦敦大学学院，1933年当选皇家学会会士。